# Francis Drake

sir Francis Drake, angleški morjeplovec in viceadmiral, pooblaščeni pirat ter politik * okoli 1540, Tavistock, grofija Devon, Anglija, † 28. januar 1596, Portobelo, Panama.

## Življenje in delo

### Mladost
Rodil se je med letoma 1540 in 1543 na posestvu lorda Francisa Russlla, drugega grofa Bedforda, ki je bil tudi njegov boter. Njegov oče Edmund Drake je bil kmečki otrok, ki je leta 1548 pobegnil iz rodnega okrožja zaradi ropa in napada. Francis je odraščal pri Hawkinsih, ki so živeli v Plymouthu in so bili njegovi sorodniki.

### Delovanje
Pri osemnajstih se je pridružil ladjevju rodbine Hawkins, ki je plenilo ob Francoski obali. Pomagal jim je pri trgovini s sužnji, za katero so se vse bolj zanimali. Skupaj z bratrancem Johnom Hawkinsom je leta 1568 odplul na špansko celino (del Karibov in obe Ameriki, ki sta bili pod nadzorom Španskega imperija), kjer sta se nezakonito ukvarjala z suženjstvom. Istega leta je bilo angleško ladjevje v bitki s Španci uničeno. Od takrat je Drake hrepenel po maščevanju. Leta 1569 se je poročil z Mary Newman.
Med letoma 1570 in 1573 je uspešno plenil ladje in pristanišča na Španski celini. Njegovo drugo potovanje v Zahodno Indijo (splošno ime za otoke v Karibskem morju) z bratrancem Hawkinsom se je končalo kot polomija. Pri San Juanu so jih napadli Španci. Angleške žrtve so bile velike, Draku pa je uspelo pobegniti nazaj v Anglijo z ladjo Judith. Po drugem porazu proti Špancem je želja po maščevanju v Draku samo še rasla. S to neuspelo ekspedicijo je dobil pozornost kraljice Elizabete I., ki je že prej vlagala denar v trgovino s sužnji. Investirala je v dve odpravi, ki sta vohunili po območju Zahodne Indije z namenom, da bi bili Angleži ob novem napadu bolje pripravljeni.
Leta 1572 je dobil dovoljenje za plenjenje mest pod špansko oblastjo. Z dvema ladjama se je odločil, da bo napadel Nombre de Dios v Panami. Kljub neuspeli osvojitvi mesta in temu, da je bil ranjen, je s seboj v Anglijo odnesel ogromen zaklad. Takrat je stoječ na visokem grebenu prvič zagledal Tihi ocean, ki je bil do tedaj rezerviran zgolj za ladje pod Špansko zastavo. V domovino se je vrnil bogat in znan, njegov prihod pa se je ujemal z sklenitvijo miru med Elizabeto I. in Filipom II.
Med letoma 1575 in 1577 se ne pojavlja v nobenem viru.

### Potovanje
Leta 1577 je bil izbran, da vodi odpravo, ki bo obplula svet. Trajala je tri leta, nanjo pa se je odpravil z ladjo Golden Hind. Potovanje je, brez uradnega dovoljenja Anglije, posvetil piratstvu. Decembra tega leta je zapustil Anglijo in naslednjo pomlad pristal v Braziliji. Njegovo floto je sestavljalo 5 ladij in okrog 200 mož. Golden Hind, prej imenovana Pelican je tehtala le 100 ton. Napadel je tudi čilsko mesto Valparaíso, saj je bilo slabo varovano, ker Španci niso pričakovali napada sovražnih ladij s Tihega oceana. Marca 1579 je zajel ladjo Cacafuego, ki je bila naložena z zakladom. Odpravil se je v Anglijo, a je izbral daljšo pot.
Plul je skozi Magellanov preliv in odkril, da je Ognjena zemlja le otočje in ne del neznane južne celine, kakor so verjeli dotlej. Po prihodu v Tihi ocean je nadaljeval plovbo proti severu in se uspešno boril s Španci. Dosegel je kalifornijsko obalo in se napotil še severneje v iskanju Severozahodnega prehoda. Ni znano, kakšno zemljepisno širino je dosegel, preden se je obrnil in se mimo Moluškega ter Malajskega otočja okrog Rta dobrega upanja vrnil v Anglijo. V Plymouthu je pristal 29. septembra 1580 z eno samo ladjo, ostale je namreč zapustil med potjo. S tem je postal prvi Anglež (in tudi prvi na nešpanski ladji), ki je obplul svet. Preživelo je le 56 članov posadke od prvotnih 100. 
Uspešno obplutje sveta sta Draku in njegovi ladji Golden Hind prinesla slavo. Ladjo so razkazovali v Deptfordu, prav na njej pa ga je tudi kraljica leta 1581 povišala v viteza kljub španskim ugovorom o njegovem piratstvu. Ladja je bila kasneje v vedno slabšem stanju, zato so jo proti koncu 17. st. zavrgli. Od nje je ostal le hrastov stol, narejen iz ogrodja Golden Hind. Hranijo ga v Bodleyjevi knjižnici v Oxfordu. 
Leta 1581 je postal župan mesta Plymouth. Dve leti kasneje, torej leta 1583 je umrla njegova prva žena Mary Newman, leta 1585 se je zopet poročil in sicer z Elizabeth Sydenham, ki je bila dedinja in hči sira Georga Sydenhama. Kupil je hišo v Bucklandu, nekaj milj od Playmoutha, danes je njegova hiša muzej. Nobena žena mu ni uspela roditi otrok. 
Po izbruhu vojne med Španijo in Anglijo je Drake ponovno odplul v Novi svet ter tam zavzel več španskih mest. Z napadom na Cádiz leta 1587 je uničil ladje, ki so bile natovorjene z opremo za špansko vojsko in s tem zaustavil njihove priprave na invazijo na Anglijo.

## Spopad s špansko invazijsko floto
Kot poveljnik dela angleške flote je avgusta 1855 pomembno pripomogel k uničenju invazijske flote kralja Filipa II., pod poveljstvom vojvode Medina-Sidonia.
V pohodu na Španijo leta 1589 je skupaj z generalom Johnom Norreysom napadel mesti Vigo ter A Coruño.

### Smrt
Leta 1595 je zadnjič odplul na Špansko celino skupaj z bratrancem Johnom Hawkinsom. Poveljevala sta 26 ladjam in 2500 možem. Že od začetka sta bila v sporu, saj je hotel Drake napasti Kanarske otoke, Hawkins pa mu je nasprotoval. Kljub nasprotovanju je Drake s svojimi možmi napadel otoke pred obalo Afrike, njegov načrt pa se ni posrečil. Nekaj njegovih mož je padlo v jetništvo, Španci pa so odkrili načrte za napad na Špansko celino.
Španci so se pripravili na napad in Angležem se je manever presenečenja ponesrečil. Drake je hotel nemudoma napasti Portoriko, Hawkins pa mu je nasprotoval, saj je menil, da bi bilo bolje počakati. Medtem ko so bile ladje zasidrane, je John Hawkins, ki je bil bolan že prej, umrl. Napad se je ponesrečil in Drake je začel iskati drugo mesto za napad. Med posadko je razsajala griža in za njo je januarja leta 1596 umrl tudi Francis Drake. Njegova zadnja želja je bila, da bi bil pokopan na kopnem. Po njegovi smrti je posadka njegovo truplo položila v krsto in jo vrgla v morje. Ker sta bila oba poveljnika mrtva, so se ladje odpravile v domovino.